# حوزه انتخابیه طوالش، رضوانشهر و ماسال
حوزهٔ انتخاباتی طوالش، رضوانشهر و ماسال یکی از حوزه از حوزه‌های استان گیلان برای انتخابات مجلس شورای اسلامی است. این حوزه با ۳۳۰ هزار نفر در سال ۱۳۹۵ به مرکزیت هشتپر، ۱ نماینده دارد.

## نمایندگان حوزه طوالش
- دوره اول:سید یونس عرفانی(۱۳۱۳ - شیرآباد (طوالش) ) :دوره نخست مجلس شورای اسلامی(به دلیل فوت دوره اول ناتمام ماند)
- دوره اول:سید مجتبی عرفانی (۱۳۳۴ - شیرآباد (طوالش)):دوره نخست مجلس شورای اسلامی میاندوره ی
- دوره دوم:سید مجتبی عرفانی (۱۳۳۴ -شیرآباد (طوالش) ):دوره دوم مجلس شورای اسلامی
- دوره سوم:سید ابراهیم میر غفاری مریان (هشتپر):دوره سوم مجلس شورای اسلامی میاندوره
- دوره چهارم:سید مجتبی عرفانی (۱۳۳۴ - شیرآباد (طوالش):دوره چهارم مجلس شورای اسلامی
- دوره پنجم:بهمن محمدیاری(۱۳۴۱ - ماسال)دوره پنجم مجلس شورای اسلامی
- دوره ششم: :عسکر اسلام‌دوست (اسالم تالش):دوره ششم مجلس شورای اسلامی
- دوره هفتم:بهمن محمدیاری(۱۳۴۱ - ماسال)دوره هفتم مجلس شورای اسلامی
- دوره هشتم:بهمن محمدیاری(۱۳۴۱ - ماسال)دوره هشتم مجلس شورای اسلامی
- دوره نهم:محمود شکری (هشتپر) :دوره نهم مجلس شورای اسلامی
- دوره دهم:محمود شکری (هشتپر) :دوره دهم مجلس شورای اسلامی
- دوره یازدهم:حسن محمدیاری (ماسال):دوره یازدهم مجلس شورای اسلامی
- دوره دوازدهم: یاسر اسلام دوست (اسالم):دوره دوازدهم مجلس شورای اسلامی

## پی‌نوشت و منبع
1. ↑  «ائتلاف بزرگ اصولگرایان استان گیلان گزینه مورد حمایتش در حوزه انتخابیه آستارا را معرفی کرد». ۸دی نیوز. ۵ اسفند ۱۳۹۴. دریافت‌شده در ۲۰ مرداد ۱۳۹۵.

- «جدول حوزه‌های انتخابیه در انتخابات دهمین دورهٔ مجلس شورای اسلامی» (PDF). مرکز پژوهش و سنجش افکار صدا و سیما. بایگانی‌شده از اصلی (PDF) در ۵ اكتبر ۲۰۱۸. دریافت‌شده در ۳ اوت ۲۰۱۶. تاریخ وارد شده در |archive-date= را بررسی کنید (کمک)